# Andell Cumberbatch
Andell Cumberbatch (East Orange, 23 maggio 1993) è un cestista statunitense.

## Palmarès
- Liga Leumit: 1

Hapoel Be'er Sheva: 2017-2018